# Klaus von Klitzing
Klaus von Klitzing (Środa Wielkopolska, 28 juni 1943) is een Duits natuurkundige. In 1985 ontving hij de Nobelprijs voor Natuurkunde voor zijn ontdekking op 5 februari 1980 van het heeltallige kwantum-hall-effect, een variatie van een elektrisch fenomeen die rond 1880 voor het eerst was waargenomen door de Amerikaan Edwin Hall.
De constante van Von Klitzing, {\displaystyle R_{K}=h/e^{2}=25.812{,}807449(86)\ \Omega }, is naar hem genoemd ter ere van zijn ontdekking.

## Biografie
Von Klitzing werd geboren in Środa, destijds gelegen bij de Duits-Poolse grens, als zoon van de boswachter Bogislav von Klitzing en Anny Ulbrich. Tegen het einde van de Tweede Wereldoorlog besloot de familie Klitzing de oprukkende Russen te ontlopen en te vluchten naar West-Duitsland, naar de plaats Lutten bij Vechta. Drie jaar later, in 1948, vertrokken ze naar Oldenburg, waar hij naar de basisschool ging. In 1951 verhuisden ze naar Essen, waar Klaus zijn middelbare opleiding afrondde aan het Artland Gymnasium in Quakenbrück.
Hierna studeerde Klitzing natuurkunde aan de Technische Universiteit Braunschweig. Zijn opleiding sloot hij in 1969 met een diploma af. Hij zette zijn studie voort aan de universiteit van Würzburg. Hier raakt hij in het bijzonder geïnteresseerd in de effecten van sterke magneetvelden op de geleidende eigenschappen van halfgeleiders. In 1972 voltooide hij zijn promotie met het proefschrift over dit onderwerp "Galvanomagnetische Eigenschaften von Tellur in starken Magnetfeldern".
Voor verder onderzoek had hij steeds sterkere magneetvelden nodig. In 1975 verbleef hij een academisch jaar aan het Clarendon Laboratorium in Oxford. Na zijn habilitatie in 1978 zette hij zijn onderzoek voort aan Laboratoire des Champs Magnétique Intense (LCMI) van het Institut Laue-Langevin (ILL) in Grenoble. Het was hier waar hij zijn grensverleggende ontdekking deed.

## Kwantum-hall-effect
Voor zijn onderzoek gebruikte Klitzing een siliciumgedoteerde MOSFET zodat de elektronen alleen tweedimensionaal konden bewegen tegen driedimensionaal normaal. Door het silicium in een zeer sterk magnetische veld (15 tesla) te plaatsen bij temperaturen nabij het absolute nulpunt ontdekte hij dat het hall-effect gekwantiseerd is. Verandering in magnetisch veld zorgen ervoor dat de hallgeleiding σH niet lineair, maar 'trapsgewijs' varieerde. De waarden van deze 'traptreden' was exact een geheel aantal malen van e²/ℎ, een combinatie van de universele constanten e (lading van het elektron) en ℎ (constante van Planck). Dit werd het (heeltallige) kwantum-hall-effect (QHE) genoemd.
De ontdekking van Klitzing had een aantal vergaande effecten tot gevolg in zowel de theoretische als de praktische natuurkunde. Het was een van de eerste voorbeelden waarbij het kwantumeffect werd waargenomen op macroscopische schaal. Daarnaast maakte het mogelijk om een geheel nieuwe internationale standaard te definiëren van de ohm, de eenheid van elektrische weerstand.

## Persoonlijk
Von Klitzing is sedert 1971 gehuwd met Renate Falkenburg, met wie hij twee zonen en een dochter heeft. Sinds 1980 is hij hoogleraar vastestoffysica aan de Technische Universiteit München. Sinds 1985 is hij daarnaast directeur van het Max-Planck-Institut für Festkörperforschung in Stuttgart.
Naast de Nobelprijs werd hij ook onderscheiden met de Walter Schottky Prijs (1981) van het Duits Natuurkundig Genootschap, de Hewlett-Packardprijs (1982) van het Europees Natuurkundig Genootschap, de Maximiliaansorde voor Wetenschap en Kunst (1983) en de Dirac-Medal (1988).